# ملعب رفيق صرمان
ملعب رفيق صرمان هو ملعب متعدد الاستخدامات لكن يستخدم غالبا في مباريات كرة القدم لنادي رفيق الليبي يقع في صرمان في ليبيا ويتسع ل8000 متفرج.